# Wanderer on the Edge of Time
Wanderer on the Edge of Time is het negende studioalbum van het Duitse progressieve-metalproject Mekong Delta. Op dit album is de gehele line-up vervangen met uitzondering van componist/bandleider/bassist Ralf Hubert. Het album is meer een progressieve-metalalbum geworden dan de progressieve thrash die de band gewoonlijk maakt. Hoewel het album heel erg vertrouwd klinkt, zijn er toch ook nieuwe elementen te ontdekken op dit album.
Van de track "King with broken crown" (Le Diable) // Movement 4 is een videoclip gemaakt.

## Tracklist
1. "Intro - Concert Guitar"
2. "Ouverture"
3. ""A certain fool" (Le Fou) // Movement 1"
4. "Interlude 1 - Group"
5. ""The 5th element" (Le Bateleur) // Movement 2"
6. "Interlude 2 - Group"
7. ""The Apocalypt - World in shards" (La Maison Dieu // Movement 3"
8. "Interlude 3 - Concert Guitar"
9. ""King with broken crown" (Le Diable) // Movement 4"
10. "Intermezzo (instrumental) // Movement 5"
11. "Interlude 4 - Group"
12. ""Affection" (L'Amoureux) // Movement 6"
13. "Interlude 5 - Group"
14. ""Mistaken truth" (Le Hérétique) // Movement 7"
15. "Finale"

## Bezetting
- Ralf Hubert - basgitaar
- Martin LeMar - zang
- Alexander Landenburg - drums
- Benedict Zimniak - gitaar
- Erik Adam H. - gitaar